# Ахун (село)
Ахун (баш. Ахун) — село в Буздякском районе Республики Башкортостан Российской Федерации. Входит в состав Кузеевского сельсовета.

## География

### Географическое положение
Расстояние до:
- районного центра (Буздяк): 50 км,
- центра сельсовета (Кузеево): 5 км,
- ближайшей ж/д станции (Буздяк): 50 км.

## История
В «Списке населённых мест по сведениям 1870 года», изданном в 1877 году, населённый пункт упомянут как деревня Ахунова 3-го стана Белебеевского уезда Уфимской губернии. Располагалась при речке Тюрюше, на просёлочной дороге из Белебея в Бирск, в 90 верстах от уездного города Белебея и в 32 верстах от становой квартиры в селе Шаран (Архангельский Завод). В деревне, в 48 дворах жили 313 человек (163 мужчины и 150 женщин, татары), была мечеть.
Образовано в 2002 путем объединения деревня 2-е Новоахуново и села Староахуново.

## Население
| 2002 | 2009 | 2010 |
| ---- | ---- | ---- |
| 410  | ↘406 | ↘387 |

## Религия
В селе есть мечеть.

## Люди, связанные с селом
- Арсланов, Айрат Гареевич (1928—2010) — мастер художественного слова, диктор, народный артист РСФСР.